# Karen Briggs
Pour les articles homonymes, voir Briggs.
Karen Briggs, née le 11 avril 1963 à Hull, est une judokate britannique. Elle s'illustrait dans les années 1980 et au début des années 1990 dans la catégorie des -48 kg, catégorie qu'elle dominait avec notamment quatre titres mondiaux. Elle n'a cependant jamais remporté de médaille olympique ; tout d'abord parce que le judo féminin ne figurait pas au programme olympique jusqu'en 1992, puis parce qu'elle a été battue en demi-finale lors de sa seule participation par la japonaise Ryōko Tani aux Jeux olympiques d'été de 1992 à Barcelone.

## Palmarès
- Championnats du monde de judo
  -  Médaille d'or en -48 kg aux Championnats du monde de Paris en 1982.
  -  Médaille d'or en -48 kg aux Championnats du monde de Vienne en 1984.
  -  Médaille d'or en -48 kg aux Championnats du monde de Maastricht en 1986.
  -  Médaille d'or en -48 kg aux Championnats du monde de Belgrade en 1989.
  -  Médaille d'argent en -48 kg aux Championnats du monde de Barcelone en 1991.

- Championnats d'Europe
  -  Médaille d'argent en -48 kg aux Championnats d'Europe de Francfort en 1990.
  -  Médaille d'argent en -48 kg aux Championnats d'Europe de Prague en 1991.